# Босси, Ренцо
Ре́нцо Бо́сси (итал. Renzo Bossi; 9 апреля 1883[…], Комо, Ломбардия — 2 апреля 1965, Милан) — итальянский композитор и дирижёр. Сын Марко Энрико Босси.

## Биография
Ренцо Босси учился сначала в венецианском Лицее Бенедетто Марчелло у своего отца. По окончании курса, в 1902 году, отправился для дальнейшего обучения в Лейпциг, где его наставником в области дирижирования стал Артур Никиш. 
Работал дирижёром в Альтенбурге, затем в 1906—1907 гг. в Любеке, затем вторым дирижёром в миланской Ла Скала.
В 1912—1913 гг. преподавал композицию в Риме. С 1913 года занял должность профессора органа и композиции в Пармской консерватории, с 1916 года служил в Миланской консерватории.
Автор опер «Красная роза» (итал. Rosa rossa, 1910, исполнена 1938, по сказке Оскара Уайлда «Соловей и роза»), «Хитрый медник» (итал. Volpino il calderaio, 1925, по «Укрощению строптивой» Шекспира) и др., а также симфоний, скрипичного концерта, камерной музыки.